# Rocky Bushiri
Rocky Bushiri Kisonga (ur. 30 listopada 1999 w Duffel) – kongijski piłkarz urodzony w Belgii, reprezentant Demokratycznej Republiki Konga grający na pozycji środkowego obrońcy. Od 2022 jest zawodnikiem klubu Hibernian.

## Kariera klubowa
Swoją karierę piłkarską rozpoczął w 2014 roku w juniorach klubu KV Oostende. W 2017 roku stał się członkiem pierwszego zespołu. 18 kwietnia 2018 zadebiutował w nim w pierwszej lidze belgijskiej w zremisowanym 2:2 wyjazdowym meczu z KSC Lokeren.
Latem 2018 Bushiri został wypożyczony do KAS Eupen, w którym swój debiut zanotował 25 sierpnia 2018 w wygranym 1:0 wyjazdowym meczu z Royal Excel Mouscron. Zawodnikiem Eupen był przez rok.
W 2019 roku Bushiri odszedł z Oostende do Norwich City. Niedługo potem wypożyczono go do Blackpool, grającego w EFL League One. Swój debiut w Blackpool zaliczył 3 sierpnia 2019 w wygranym 2:0 domowym meczu z Bristol Rovers.
W styczniu 2020 Bushiri udał się na wypożyczenie do Sint-Truidense VV. Zadebiutował w nim 18 stycznia 2020 w zwycięskim 2:0 domowym spotkaniu z KV Kortrijk. Zawodnikiem Sint-Truidense był przez pół roku.
Latem 2020 Bushiriego wypożyczono go do KV Mechelen. 9 sierpnia 2020 zaliczył w nim swój debiut w zremisownaym 2:2 domowym meczu z Anderlechtem. Wiosną 2021 był z kolei wypożyczony do KAS Eupen.
W styczniu 2022 Bushiri został wypożyczony do Hibernian. Swój debiut w nim zanotował 17 stycznia 2022 w przegranym 0:2 wyjazdowym meczu z Celtikiem. Latem 2022 został wykupiony przez Hibernian.
| Sezon   | Klub              | Kraj    | Rozgrywki       | Mecze | Bramki |
| ------- | ----------------- | ------- | --------------- | ----- | ------ |
| 2017/18 | KV Oostende       | Belgia  | Eerste klasse A | 8     | 0      |
| 2018/19 | KAS Eupen         | Belgia  | Eerste klasse A | 31    | 0      |
| 2019/20 | Blackpool         | Anglia  | League One      | 4     | 0      |
| 2019/20 | Sint-Truidense VV | Belgia  | Eerste klasse A | 7     | 0      |
| 2020/21 | KV Mechelen       | Belgia  | Eerste klasse A | 6     | 0      |
| 2020/21 | KAS Eupen         | Belgia  | Eerste klasse A | 1     | 0      |
| 2021/22 | Norwich City      | Anglia  | Premier League  | 0     | 0      |
| 2021/22 | Hibernian         | Szkocja | Premier League  | 14    | 0      |
| 2022/23 | Hibernian         | Szkocja | Premier League  | 15    | 0      |

## Kariera reprezentacyjna
W swojej karierze Bushiri grał w młodzieżowych reprezentacjach Belgii na pozimie U-19 i U-21. W reprezentacji Demokratycznej Republiki Konga zadebiutował 12 września 2023 w przegranym 0:1 towarzyskim meczu z Południową Afryką, rozegranym w Soweto. W 2024 roku powołano go do kadry na Puchar Narodów Afryki 2023. Nie wystąpił w nim w żadnym meczu.